# Провиденція
Провиде́нція (лат. Providentia) — у стародавній римській релігії богиня провидіння, уособлення божественної здатності передбачати. Одне із втілень чеснот, які були частиною імператорського культу стародавнього Риму. Провиденція фігурує переважно в мистецтві, культі та літературі, аніж у міфології.
Провиденція була важливим моральним і філософським поняттям в римському дискурсі. Цицерон писав, що це один із трьох основних компонентів prudentia (розсудливості), «знання про речі, які є добрими чи поганими, або ні тим, ні іншим», разом із memoria (пам'яттю) та intellegentia (розумінням). Це поняття лягло в основу християнської концепції божественного провидіння.

## Імперський культ

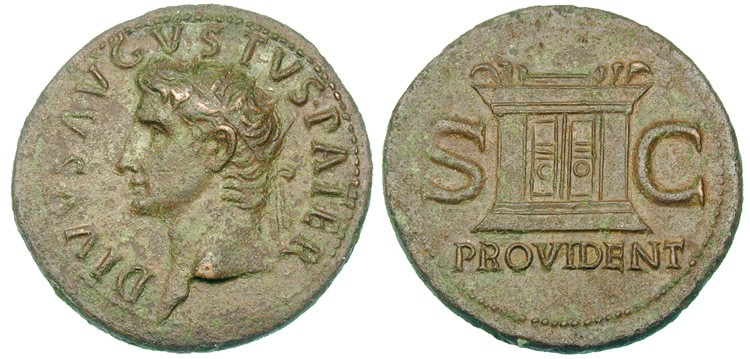
Вівтар Провиденції на реверсі монети Тіберія на честь Октавіана Августа

Після смерті Октавіана Августа імператор Тіберій встановив вівтар Провиденції Августі на знак визнання «божества, виявленого у передбаченні його батька для римської держави». Культовий титул Августи був приписаний в імперську добу також таким богиням, як Пакс, Юстиція та Конкордія. Титул Августи закріпив божественну силу за сферою імператора як Августа.
У 28 році нашої ери після страти Тіберієм Сеяна за змову культ чеснот зіграв певну роль у пропаганді, яка представила відновлення імперського порядку як повернення до конструктивного ладу. Провиденції приносили жертви разом із Салюсом (здоров'я), Лібертас (свобода) та Генієм. У цей час Провиденція також отримала постійного жерця (sacerdos), присвяченого їй. Після змови Пізона проти Нерона релігійні обряди, спрямовані на відновлення держави, включали жертвопринесення Арвальських братів зокрема і Провиденції.

## Провиденція на монетах

Провиденція на реверсі золотої монети «Скульптура» номіналом 100 євро (Австрія, 2002)

Провиденцію в образі жінки карбували на римських монетах, випущених за Веспасіана, Траяна, Адріана, Антоніна Пія, Септимія Севера, Коммода та Діоклетіана. Монета, випущена Титом, зображувала його обожненого батька Веспасіана, який передає своєму синові як наступнику глобус із легендою Providentia Augusta. Монети, випущені Нервою, зображували Генія Сенату, який передає земну кулю новому імператору, з підписом Providentia Senatus («Провидіння Сенату»). Її атрибутами також були ріг достатку, скіпетр, жезл. Провиденцію зображали з орлом із сувоєм, змією біля вівтаря, серпом і колосками, гілкою, колоною.
Провиденція була частим мотивом для багатьох колекційних монет, зокрема золота монета «Скульптура» номіналом 100 євро, випущена 13 листопада 2002 року. На реверсі зображено фонтан Провиденція («Provendentia Brunnen») у центрі Відня, робота одного з найвидатніших барокових скульпторів Георга Рафаеля Доннера. У центрі монети зображено алегоричну фігуру Провиденції з медальйоном римського бога Януса, який мав два обличчя. Навколо фонтану розташовані інші символічні фігури, що представляють притоки Дунаю. Провиденція сидить на троні високо над фігурою старого чоловіка, який представляє річку Енс.